# Дзагуров, Григорий Алексеевич
Григорий Алексеевич Дзагуров (осет. Губади Дзагурти; 25 января 1888, село Христианское, Владикавказский округ, Терская область — 1979, Орджоникидзе) — российский и советский осетинский филолог, литературовед, фольклорист, педагог. Доктор наук, профессор.

## Биография
Родился в 1888 году в семье учителя. Учился во Владикавказском реальном училище, в школьные годы самостоятельно познакомился с трудами В. Б. Пфафа и В. Ф. Миллера и овладел осетинской грамотой. После окончания училища поступил на филологический факультет Харьковского университета (окончил в 1912 году). В 1912—1917 годах был учителем русского языка и словесности в Верхнеудинском реальном училище.
В 1919 году был одним из основателей и первым председателем (позднее — секретарём) Осетинского историко-филологического общества (с 1925 года — Северо-Осетинский НИИ краеведения). В январе 1919 года опубликовал в газете «Горская жизнь» (№ 15 от 20 января 1919 года) статью, где отстаивал необходимость создания «Общества любителей осетинской народной словесности» и привёл проект его устава, однако в ходе последовавших дискуссий осетинской интеллигенции было решено расширить его задачи, в результате чего общество стало «историко-филологическим». Избран первым (временным) председателем Осетинского историко-филологического общества на учредительном собрании 25 апреля 1919 года в Осетинской учительской семинарии.
В 1920 году стал первым руководителем Главного архивного управления по Терской области. В середине 1920-х годов руководил Северо-Осетинским облоно и выступал за национализацию начального образования в Северной-Осетии. Также был одним из инициаторов перехода осетинского языка на латинскую графику, в работе «Новая осетинская графика на латинской основе» приводил доводы в пользу такого перехода.
В 1930-е годы работал на историко-литературном отделении Северо-Осетинского НИИ. В 1938 году арестован, в следующем году военным трибуналом СКВО приговорён к 15 годам ИТЛ (проходил по одному делу с Б. А. Алборовым). Во время Великой Отечественной войны оказался в окрестностях Ташкента, где собирал таджикский фольклор.
В 1953 году смог вернуться в Северную Осетию.
Автор различных работ в области осетинского языка и литературы (в том числе статьи «Яфетическая теория академика Марра и вопрос о происхождении осетин»), а также статьи об осетинской литературе в «Литературной энциклопедии». Собирал произведения осетинского и дигорского народного творчества.

## Избранные труды
- Новая осетинская графика на латинской основе / Г. А. Дзагуров. — Владикавказ : [б. и.], 1923. — 9 с.
- Программа для собирания материалов по осетинскому языку и устному народному творчеству (народной словесности) / Г. А. Дзагуров; Осетинск. науч.-исслед. ин-т краеведения. — Владикавказ : [б. и.], 1926. — 10 с.
- Переселение горцев в Турцию : Материалы по истории горских народов / Г. А. Дзагуров. (Зав. Сев.-Осетинск. обл. ОНО, препод. Горск. педагогич. ин-та). — Ростов н/Д : Севкавкнига, 1925. — 202 с.
- Осетинские народные сказки / Собрал, [тексты записал, пер., предисл. и примеч. написал] Г. А. Дзагуров (Губади Дзагурти). — Москва : Наука, 1973. — 598 с.
- Осетинские (дигорские) народные изречения : На осет. (дигор. диалект) и рус. яз. Из собр. Г. А. Дзагурова / [Сост. и перевод М. С. Харитонова по подстроч. пер. с дигор. Г. Б. Дзагурова; Предисл. Г. Б. Дзагурова]. — М. : Наука, 1980. — 355 с.